# Частина 7: Відплата
Частина 7: Відплата — сьомий епізод американського телевізійного серіалу «Мандалорець». Написана шоуранером серії Джоном Фавро, режисерка — Дебора Чоу, випущений на «Disney+» 18 грудня 2019 року. Головну роль грає Педро Паскаль — Мандалорець, самотній мисливець за головами, який вирушає на завдання загадкового Клієнта. Українською мовою серія озвучена студією «Стругачка».

## Зміст
Мандалорець отримує повідомлення від Грифа Карги. Місто Карги на планеті Наварро було захоплене імперськими військами на чолі з Клієнтом, який відчайдушно намагається повернути Дитя. Карга пропонує угоду: Мандо використовує Дитя як приманку, щоб вбити Клієнта і звільнити місто, а натомість Гріф владнає проблеми Мандалорця з Гільдією.
Підозрюючи обман в словах Карґи, Мандо вербує Кару Дюн — вона на той час займається боями за гроші. Дюн не погоджується — але наявність імперця переконує його. Мандо озброює Дюн зі свого арсеналу. Малюк влаштовує тим часом рейвах за штурвалом. Мандалорець летить підремонтувати «Гострий Гребінь» до Квіла. Раптом в примішення Квіла з тацею із чаєм заходить IG-11. Виявляється — Квіл знайшов дроїда на побіїщі і відновив та перепрограмував. Тепер це дроїд-захисник — із характером. Мандалорець запрошує і Квїла для підстрахування. Квїл, у свою чергу, наполягає на тому, щоб взяти з собою дроїда IG-11, якого раніше вивів з ладу Мандалорець, але Квїл зумів відновити його і перепрограмувати. Після нетривалих суперечок з приводу дроїда команда вирушає на Наварро — летять і блорги-«дівчинки».
Після прибуття команду на трьох блоргах зустрічають Карга і його охоронці. На нічній стоянці по шляху в місто біля лавових полів на них нападають майноки. Карга серйозно поранений, загинули дві з блоргів. Немовля використовує Силу, щоб зцілити Каргу.
На наступний ранок Карґа вбиває своїх охоронців і зізнається в початкових наміри вбити Мандо і доставити Дитя Клієнту. Але після зціленням Карга поміняв наміри. Команда створює новий план: Карга і Дюн «під своїм конвоєм» доставлять «полоненого» Мандалорця в місто на зустріч з Клієнтом. Тим часом Квїл разом з Дитям повернуться на корабель. З групою рушає пуста «колиска» Малюка.
В місті виявляється явно більше чотирьох імперських солдатів. Під час зустрічі в місті Клієнт отримує виклик від Мофа Гідеона, чиї війська оточують лігво і відкривають по ньому вогонь, вбиваючи Клієнта. Тим часом, до лігва прибуває сам Гідеон із штурмовиками і хвалиться тим, що Малюк скоро буде в його руках. Імперці перехоплюють повідомлення Мандалорця Квілу. До імперців прилітає зоряний штурмовик.
У пустелі близько корабля Мандо розвідники Гідеона вистежують і вбивають Квіла та блорга перед самим трапом «Гострого Гребеня», а також викрадають Дитя.

## Сприйняття
На «Rotten Tomatoes» серія має рейтинг схвалення 100 %, підтримка 8.46 з можливих 10 — при 26 відгуках. Висновок критиків вебсайту наступний: «Розрізнені сюжетні захоплююче зливаються під час „Відплати“, зі знайомими обличчями, що повертаються, і емоційні ставки переходять у надщвидкість»
Алан Сепінволл з «Rolling Stone» надав позитивний огляд та відзначив, що «Епізод настільки ж захоплюючий і розважальний тому, що сезон розгортався так просто і ретельно. Ми отримали гідного Мандо, який працював поряд із більш вбивчим IG-11 у прем'єрі». Кіт Фіппс з видання «New York Magazine»: "Мандалорець вирішив побігати з Дитям, а не передати його Клієнту. І вони ніколи не зазнають ні дня спокою, поки ці справи не врегулюються.
Джо Скребельс з «IGN» написав: «Частина 7 чітко накриває стіл для довгоочікуваного протистояння між Мандалорцем та Мофом Гідеоном у фіналі наступного тижня. Втрата Квіла — це гостре жало, яке завдає болю. І хоча ще потрібно дізнатись, чи зможе Мандалорець задовільно зв'язати всі свої сюжетні нитки, відчувається, що ми спочстерігаємо щось велике».
Кеті Райф з «The A.V. Club» зазначила що насолоджувалася епізодом, але була розчарована відсутністю відповіді: «Особисто я не проти цілком таємного шляху Мандалорця першого сезону з самостійними епізодами і великою сюжетною лінією аж настільки, доки побічні лінії захоплюючі та повні крутих інопланетян й планет».
Тайлер Герско з «IndieWire» в негативному огляді заявив, що «останні три епізоди „Мандалорця“ були повністю взаємозамінними».
Епізод був номінований на премію «Primetime Emmy Award». Переможцем став епізод з «Зоряного шляху: Пікар».

## Знімались
- Педро Паскаль — Мандалорець
- Карл Везерс — Гриф Карга
- Джина Карано — Кара Дюн
- Нік Нолті — Квіл
- Тайка Вайтіті — голос IG-11
- Вернер Герцог — Клієнт
- Джанкарло Еспозіто — Мофф Гідеон
- Адам Паллі — другий байкер